# 앨빈과 슈퍼밴드 (영화)
《앨빈과 슈퍼밴드》(영어: Alvin and the Chipmunks)는 팀 힐 감독의 2007년 실사 애니메이션 주크박스 뮤지컬 코미디 영화이다. 로스 배그더세리언이 1958년에 고안한 앨빈과 슈퍼밴드라는 가상의 애니메이션 밴드가 원작으로, 1983년에 로스 배그더세리언 주니어가 동명 애니메이션을 제작하기도 하였다.
속편으로 《앨빈과 슈퍼밴드 2》(2009), 《앨빈과 슈퍼밴드 3》(2011), 《앨빈과 슈퍼밴드: 악동 어드벤처》(2015)가 있다.

## 줄거리
부모가 히피 공동체로 떠난 뒤 서로에게 의지하며 겨울을 버티던 말하는 다람쥐 앨빈, 사이먼, 시어도어는 살던 전나무가 벌목된 후 로스앤젤레스 제트 레코즈 로비 장식용 크리스마스 트리로 팔리면서 우여곡절 끝에 최근 고전 중인 송라이터 데이브의 집에 도착한다.
데이브는 노래에 재능이 있는 다람쥐들에게 음식과 살 곳을 제공하는 대신 자신의 노래를 불러줄 것을 요청한다. 제트 레코즈와 계약한 다람쥐들이 세계적인 인기를 얻자 제트 레코즈 최고 경영자 이언은 순진한 다람쥐들과 데이브 사이를 갈라놓은 뒤 돈벌이에만 혈안이 되어 다람쥐들을 혹사시키는데...

## 출연

### 목소리
- 저스틴 롱 - 앨빈 역
  - 로스 배그더세리언 주니어 - 앨빈 역 (노래)
- 매슈 그레이 구블러 - 사이먼 역
- 제시 매카트니 - 시어도어 역

### 실사
- 제이슨 리 - 데이비드 "데이브" 서빌 역
- 데이비드 크로스 - 이언 호크 역
- 캐머런 리처드슨 - 클레어 윌슨 역
- 제인 린치 - 게일 역

## 기타 제작진
- 총괄 제작: 스티븐 워터먼

## 시청 등급
- 대한민국: 전체 관람가
- 미국: PG